# Konoplja
Konoplja (uzgojena konoplja, lat. Cannabis) je rod biljaka, s jedinom vrstom Cannabis sativa, koja ima dvije podvrste, i pripada porodici konopljovki. Konoplja je jedna od prvih biljaka na svijetu koju je čovjek počeo koristiti i za druge potrebe, osim za prehranu. U Kini je korištena još prije najmanje 10.000 godina.
Ranije je ovaj rod bio dijeljen na tri zasebne vrste konoplje, dok se prema novijim spoznajama rod sastoji od samo jedne vrste, (Cannabis sativa), koja se pojavljuje u dvije podvrste:
- Sjetvena konoplja ili industrijska konoplja Cannabis sativa subsp. sativa - ("korisna" sativa), vidi i Industrijska konoplja
  - Ruderalna konoplja, Cannabis sativa var. ruderalis (Janisch.) S.Z. Liou  - ruska konoplja, ili divlja konoplja
- Indijska konoplja, Cannabis sativa subsp. indica (Lam.) E. Small & A. Cronquist

Ovisno o namjeni, razlikuju se psihoaktivne odnosno medicinske konoplje sa sadržajem THCa većim od 0,2% u biljci, i industrijske (korisne) odnosno ukrasne konoplje, kod kojih je sadržaj THCa ispod 0,2%.
Na otvorenim površinama konoplja, ovisno o podvrsti, može narasti od 50 cm pa do 8 m. U Europi može narasti najviše do oko 4 m, no visina biljke od 2 m može se smatrati realnom.
Korijenje konoplje može kod odgovarajućih uvjeta tla prodrijeti i do 140 cm u dubinu, što je bitno dublje od korijenja drugih usporedivih "korisnih" biljaka. To je bio razlog da se konoplja ranije vrlo često sijala na iscrpljenim, "nabijenim" tlima kako bi ih se razrahlilo i po mogućnosti pripremilo za kasniji uzgoj zahtjevnijih biljaka, kao što su žitarice. Konoplja se upotrebljavala i na područjima stepa ugroženim dezertifikacijom kako bi se tlo ne samo razrahlilo, nego i istovremeno zasjenilo. Druge biljke su se sijale tek nakon što bi sijanje konoplje poboljšalo kvalitetu tla.

## Opis
Konoplja je jednogodišnja, dvodomna, zeljasta kritosjemenjača.
Listovi su na jednoj stapki, prstasto razdvojeni, a svaki pojedini "prst" na listu ima nazubljene rubove. Broj takvih listića na pojedinom listu varira. Prvi parovi listova imaju obično samo po jedan listić, a sljedeći ih mogu imati i do 13 (uobičajeno ih imaju sedam do devet, ovisno o genetici i uvjetima u okolišu). Prema vrhu izboja s cvjetovima, broj listića se ponovo smanjuje, tako da cijeli list može biti samo jedan listić. Na donjem dijelu biljke listovi na stabljici rastu u paru jedan nasuprot drugom, da bi kasnije rasli naizmjenično.
U pravilu, cvjetovi konoplje su dvodomni, no opisane su i jednodomne biljke. Muški cvjetovi su labavo složeni u obliku metlica, dok su ženski složeni grozdasto. Kod primjeraka koji su jednodomni, pojavljuju se različito grupirani svjetovi: ponekad su i muški i ženski na jednoj stapki, a ponekad su na odvojenim stapkama.
Tvari koje imaju halucinogena svojstva biljka izlučuje u "dlačicama" koje se u većim nakupinama pojavljuju na svim dijelovima cvjetova ženskih biljki.
Sve poznate oblike konoplje oprašuje vjetar.
U prirodi konoplja je diploidna (2n=20); poliploidne biljke su umjetno uzgojene .
Sjeme konoplje koristi se već najmanje 2000 godina kao hrana. Sjemenke sadrže svih 11 esencijalnih aminokiselina.

## Prehrambena vrijednost sjemenki
- 487 kalorija na 100 gr
- Voda : 0%
- Bjelančevine: 31,4 gr;
- Masti: 29,6 gr;
- Ugljikohidrati: 31,9 gr;
- Vlakna: 23,5 gr;
- Pepeo: 7,1 gr;
- Minerali - Kalcij: 139 mg; Fosfor: 1123 mg; Željezo: 13.9 mg; Magnezij: 0 mg; Natrij: 0 mg; Kalij: 0 mg; Cink: 0 mg;
- Vitamini - A: 518 mg; B1: 0,37 mg; B2: 0,2 mg; Niacin: 2,43 mg; B6: 0 mg; C: 0 mg;

## Povijest
Konoplja (Cannabis sativa L.) je korištena u Kini prije najmanje 10.000 godina. "Ma", kako Kinezi nazivaju konoplju, im je davala vrlo ukusno i hranjivo sjemenje, a vrlo rano su naučili i koristiti gotovo neuništivo vlakno koje se dobije od njenih stabljika. Još u "Shen nung pen Ts'ao king", knjizi s kineskim medicinskim i poljoprivrednim uputama, nastaloj vjerojatno negdje nakon Krista, autor opisuje kako koristiti konoplju kao sredstvo protiv malarije, reume i niza drugih zdravstvenih tegoba.
Biljka koja se mogla koristiti na toliko načina, brzo raste i ima listove koji liče na šaku, smatralo se da može biti samo božanskog porijekla. Zato nije neobično, da se konoplja u hinduističkim obredima koristi kao zaštita od zla. Prema vjerovanju, Buda se na svom putu prema prosvjetljenju hranio samo sjemenkama konoplje (sjemenke nemaju halucinogena svojstva).
Preko Indije i antičkih kultura na području današnjeg Iraka konoplja dolazi i u druge dijelove tada poznatog svijeta. Najstariji nalazi konoplje u Europi stari su oko 5.500 godina, i potiču s područja Njemačke, dok je na području današnje Litve nađeno sjemenje iz vremena oko 2.500 godina pr. Kr., a konopljino vlakno iz oko 2.300 godina pr. Kr. Herodot (450 pr. Kr.) spominje, da su se Grci kao i njihovi susjedi Egipćani odjevali u odjeću od konopljine tkanine. Konoplja i lan su dugo u Europi bili najvažniji izvor vlakana. No bilo je poznato i djelovanje kolačića s konopljom koji izazivaju "opuštenost i veselje" (grčki liječnik Galenos, 200. godina). Plinije Stariji kao i još neki autori spominju korištenje konoplje za suzbijanje bolova.
Skiti su u području današnje južne Rusije uzgajali ruderalnu konoplju radi hrane, ali i radi izrade i izvoza užadi od nje još oko 700. pr. Kr. U šatorima su palili konoplju u obredne svrhe, i pri tome udisali nastale pare.
Korištenje ove višestruko primjenjive biljke nastavilo se stoljećima. Tako je merovinška kraljica Adelheid, koja je umrla 565., bila sahranjena u odjeći od konoplje, a kralj Karlo Veliki je oko 800. donio prvi zakon o konoplji. Svi podanici su bili obavezani uzgajati ovu sirovinu, jako važnu i u miru i u ratu.
Mnoga srednjovjekovna oružja, kao na primjer dugački luk čija tetiva je rađena od konoplje, nisu se mogla izraditi bez vrlo čvrstih i gotovo neuništivih konopljinih vlakana.
U 13. stoljeću preko Španjolske u Europu stiže još jedan način primjene konoplje, proizvodnja papira. U to vrijeme još nije bila ovladana tehnologija proizvodnje papira od drva, pa je konoplja, uz stare krpe koje su i same najčešće bile od konopljinog vlakna, bile najvažniji sastojak u proizvodnji papira. Na takvom papiru tiskana je 1455. poznata Gutenbergova Biblija, a Američka deklaracija o nezavisnosti iz 1776. očuvana je do danas u izvorniku jer je bila zapisana na trajnom papiru od konoplje.
U pomorstvu su užad i jedra od konoplje bili vrlo važni. Vlakno konoplje je puno otpornije na slanu vodu, a upija puno manje vode od, na primjer, pamučnih tkanina. Pamučna jedra bi od kiše upila toliko vode i time otežala, da bi se jarboli mogli slomiti. I jedra od lana nisu bila dobra zamjena, jer ona u kontaktu s vodom, za razliku od konopljinih, strunu u roku od nekoliko mjeseci. Ulogu vrlo važnog trgovinskog središta u srednjem vijeku Venecija postiže, između ostalog, i visokom kvalitetom svoje užadi.
Pojava gospodarski isplativijih kultura u Europi ali i nova vlakna (sisal, sintetička vlakna) do oko sredine 20. stoljeća istiskuju konoplju iz niza područja gdje je do tada dominirala, a nakon 2. svjetskog rata njen uzgoj se ilegalizira.
Danas je dozvoljen samo uzgoj konoplje s manje od 0,2% THC tvari u biljci.

## Vanjske poveznice
- „Cannabis potency in Europe“ 'Addiction' (srpanj 2005.) (engleski)
- Konoplja kao gospodarski značajan poljoprivredni proizvod u SADu
- Konoplja Hrvatska tehnička enciklopedija, portal hrvatske tehničke baštine. LZMK